# Anguilla japonica
Anguilla japonica és una espècie de peix pertanyent a la família dels anguíl·lids.

## Descripció
- Pot arribar a fer 150 cm de llargària màxima (normalment, en fa 40) i 1.889 g de pes.
- Nombre de vèrtebres: 114-118.[5][6][7][8]

## Alimentació
Menja crustacis, insectes i peixos.

## Reproducció
Hom creu que la zona de fresa d'aquesta espècie es troba a l'oest de les illes Mariannes.

## Hàbitat
És un peix d'aigua dolça, salabrosa i marina; demersal; catàdrom i de clima subtropical (4 °C-27 °C; 42°N-22°N, 73°E-168°E) que viu entre 1-400 m de fondària.

## Distribució geogràfica
Es troba a Àsia: des del Japó fins al mar de la Xina Oriental, Taiwan, Corea, la Xina i el nord de les illes Filipines. Ha estat introduïda a Cambodja i Guam.

## Ús comercial
És venuda fresca, fumada, en conserva i congelada per a ésser cuinada al vapor, rostida a la graella o al forn. A més, és emprada en la medicina tradicional xinesa.

## Observacions
És inofensiva per als humans.